# تیانجین فاو
تیانجین فاو (انگلیسی: Tianjin FAW) شرکت خودروسازی چینی است، که در سال ۱۹۶۵ تأسیس شد و هم‌اکنون زیرمجموعه‌ای از گروه فاو می‌باشد.